# Fox Island
Fox Island és una concentració de població designada pel cens dels Estats Units a l'Estat de Washington. Segons el cens del 2000 tenia 2.803 habitants.

## Demografia
Segons el cens del 2000, Fox Island tenia 2.803 habitants, 1.048 habitatges, i 847 famílies. La densitat de població era de 206,9 habitants per km².
Dels 1.048 habitatges en un 36,8% hi vivien nens de menys de 18 anys, en un 72,4% hi vivien parelles casades, en un 6,1% dones solteres, i en un 19,1% no eren unitats familiars. En el 15,1% dels habitatges hi vivien persones soles el 4,8% de les quals corresponia a persones de 65 anys o més que vivien soles. El nombre mitjà de persones vivint en cada habitatge era de 2,67 i el nombre mitjà de persones que vivien en cada família era de 2,97.
Per edats la població es repartia de la següent manera: un 27,3% tenia menys de 18 anys, un 4,4% entre 18 i 24, un 25% entre 25 i 44, un 31,8% de 45 a 60 i un 11,5% 65 anys o més.
L'edat mediana era de 42 anys. Per cada 100 dones de 18 o més anys hi havia 96 homes.
La renda mediana per habitatge era de 69.135 $ i la renda mediana per família de 72.284 $. Els homes tenien una renda mediana de 61.208 $ mentre que les dones 39.821 $. La renda per capita de la població era de 32.533 $. Aproximadament l'1,7% de les famílies i el 3,2% de la població estaven per davall del llindar de pobresa.

## Poblacions properes
El següent diagrama mostra les poblacions més properes.